# 湘南台七夕まつり
湘南台七夕まつり（しょうなんだいたなばたまつり）は、神奈川県藤沢市湘南台で開催される祭り。

## 概要
毎年、7月の初めに神奈川県北東部の湘南台で開催される七夕祭りで7日間にわたって行われる。幼稚園児から大学生・商店街・一般市民が一体となって湘南台の魅力造りに参加するのが特徴。期間中は会場に七夕飾りを設置して、短冊に願い事を書くことができる。

イベント内容
- スタンプラリー
- コンサート
- 市民憲章啓発キャンペーン
- サマー・ユニバーシティ・フェスティバル[1]

その他

## 沿革
- 2015年（平成27年） - 第9回 開催

## 会場
- 〒252-0804 神奈川県藤沢市湘南台2丁目15 湘南台駅地下イベント広場[2]

## 主催
- 湘南台七夕まつり実行委員会（円行竹林の会・多摩大学・湘南台商店連合会・湘南台東口商店街協同組合・湘南台地区郷土づくり推進会議ほか）

## 期間
- 毎年 :7月初めの7日間

（2015年の場合、7月1日～7月7日）

## アクセス
- 小田急江ノ島線/相鉄いずみ野線/横浜市営地下鉄ブルーライン・湘南台駅より徒歩1分